# Final da Copa do Mundo de Ginástica Artística de 2006 - Resultados femininos
Os resultados femininos da Final da Copa do Mundo de Ginástica Artística de 2006, contaram com as provas individuais por aparelhos, como desde a edição de 1998.

## Resultados
| Posição           | Ginasta                | Total  |
| ----------------- | ---------------------- | ------ |
| Medalha de ouro   | CHN Li Ya              | 15,625 |
| Medalha de prata  | BRA Daniele Hypólito   | 15,350 |
| Medalha de bronze | ESP Lenika de Simone   | 15,300 |
| 4                 | RUS Anna Pavlova       | 15,150 |
| 5                 | CHN Zhang Nan          | 15,050 |
| 6                 | CAN Elyse Hopfer-Hibbs | 15,050 |
| 7                 | UKR Iryna Krasnianska  | 14,500 |
| 8                 | RUS Liudmila Ezhova    | 14,200 |

| Posição           | Ginasta                  | Total  |
| ----------------- | ------------------------ | ------ |
| Medalha de ouro   | BRA Daiane dos Santos    | 15,600 |
| Medalha de prata  | GBR Elizabeth Tweddle    | 15,200 |
| Medalha de bronze | BRA Lais Souza           | 14,925 |
| 4                 | BRA Daniele Hypólito     | 14,750 |
| 5                 | CHN Cheng Fei            | 14,625 |
| 6                 | RUS Elena Zamolodchikova | 14,525 |
| 7                 | ESP Patricia Moreno      | 13,750 |

| Posição           | Ginasta               | Total  |
| ----------------- | --------------------- | ------ |
| Medalha de ouro   | GBR Elizabeth Tweddle | 16,300 |
| Medalha de prata  | CHN Li Ya             | 15,225 |
| Medalha de bronze | UKR Dariya Zgoba      | 15,150 |
| 4                 | CZE Jana Sikulova     | 15,025 |
| 5                 | UKR Iryna Krasnianska | 14,600 |
| 6                 | BRA Daniele Hypólito  | 14,525 |
| 7                 | BRA Daiane dos Santos | 13,900 |
| 8                 | RUS Liudmila Ezhova   | 9,950  |

| Posição           | Ginasta                  | Total  |
| ----------------- | ------------------------ | ------ |
| Medalha de ouro   | CHN Cheng Fei            | 15,600 |
| Medalha de prata  | BRA Lais Souza           | 15,112 |
| Medalha de bronze | RUS Elena Zamolodchikova | 14,875 |
| 4                 | RUS Anna Pavlova         | 14,725 |
| 5                 | UKR Olga Sherbatykh      | 14,487 |
| 6                 | CZE Jana Komrskova       | 14,475 |
| 7                 | GBR Imogen Cairns        | 14,037 |